# Henriette Ulrike Ottilie von Pogwisch
Henriette Ulrike Ottilie von Pogwisch (* 15. Oktober 1776 in Potsdam; † 15. Juni 1851 in Weimar) war Begründerin einer französischen Lesegesellschaft und einer deutschen Lesegesellschaft. In ihren literarischen Zirkeln war auch Johann Wolfgang von Goethe zu Gast. Diese literarischen Zirkel bestanden etwa für zwei Jahrzehnte.
Ihr Vater war der Generalleutnant und Gouverneur von Königsberg Viktor Amadeus Henckel von Donnersmarck (1727–1793). Ihre Mutter war die Oberhofmeisterin Eleonore Maximiliane Ottilie Henckel von Donnersmarck. Sie war seit dem 5. Februar 1796 mit dem preußischen Offizier Freiherr Wilhelm Julius von Pogwisch (* 30. Juli 1760; † 7. Dezember 1836) verheiratet, von dem sie sich 1802 trennte. Aus dieser Ehe stammten die Töchter Ottilie (1796–1872) und Ulrike von Pogwisch (1798–1875).
Ihr Grab befindet sich auf dem Historischen Friedhof Weimar.